# アヴィリオス (アレクサンドリア総主教)
パパ・アレクサンドリア総主教アヴィリオス（ギリシア語: Αβίλιος、ほかにサベリウス、ミリウス、メリオスとも呼ばれる）は、第三代アレクサンドリア総主教。紀元83年から95年の間に任にあった。

## 来歴
ローマ帝国ドミティアヌス治下に着座した。
エウセビオスの教会史によれば、前任のアニアノスの死により、後任について協議するため教区内の全ての輔佐主教達と司祭達がアレクサンドリアに集結した。籤を引き、キリスト（ハリストス）についての知識と誠実さによる声望により、満場一致でアヴィリオスが選ばれた。19年8ヶ月の間在任してのち、アレクサンドリアの教会の福音記者マルコの不朽体の隣に葬られた。
使徒教憲（8:4）では、「アヴィリオス」は第二代アレクサンドリア主教であると述べられており、福音記者ルカによって叙聖されたとされている。

## 崇敬
アヴィリオスは聖人として崇敬されている。記念日はカトリック教会で8月29日と3月29日、en:Canons Regularで2月23日、コプト正教会ではコプト暦の元日、正教会で2月22日である。

## 伝記
- Atiya, Aziz S. The Coptic Encyclopedia. New York: Macmillan Publishing Co., 1991. ISBN 0-02-897025-X
- Holweck, F. G., A Biographical Dictionary of the Saints. St. Louis, MO: B. Herder Book Co. 1924.